# Lista de finais masculinas em duplas do tênis nos Jogos Olímpicos
Esta é a lista de finais masculinas em duplas do tênis nos Jogos Olímpicos de Verão.

## Por ano

### Disputa pela medalha de ouro
| Ano       | Cidade-sede    | Medalhistas de ouro                       | Medalhistas de prata                                | Resultado                            |
| --------- | -------------- | ----------------------------------------- | --------------------------------------------------- | ------------------------------------ |
| 2024      | Paris          |                                           |                                                     |                                      |
| 2020      | Tóquio         | CRO Nikola Mektić CRO Mate Pavić          | CRO Marin Čilić CRO Ivan Dodig                      | 6–4, 3–6, 10–6                       |
| 2016      | Rio de Janeiro | ESP Marc López ESP Rafael Nadal           | ROU Florin Mergea ROU Horia Tecău                   | 6–2, 3–6, 6–4                        |
| 2012      | Londres        | USA Bob Bryan USA Mike Bryan              | FRA Michaël Llodra FRA Jo-Wilfried Tsonga           | 6–4, 7–62                            |
| 2008      | Pequim         | SUI Roger Federer SUI Stanislas Wawrinka  | SWE Simon Aspelin SWE Thomas Johansson              | 6–3, 6–4, 46–7, 6–3                  |
| 2004      | Atenas         | CHL Fernando González CHL Nicolás Massú   | GER Nicolas Kiefer GER Rainer Schüttler             | 6–2, 4–6, 3–6, 7–67, 6–4             |
| 2000      | Sydney         | CAN Sébastien Lareau CAN Daniel Nestor    | AUS Todd Woodbridge AUS Mark Woodforde              | 5–7, 6–3, 6–4, 7–62                  |
| 1996      | Atlanta        | AUS Todd Woodbridge AUS Mark Woodforde    | GBR Neil Broad GBR Tim Henman                       | 6–4, 6–4, 6–2                        |
| 1992      | Barcelona      | GER Boris Becker GER Michael Stich        | RSA Wayne Ferreira RSA Piet Norval                  | 7–65, 4–6, 7–65, 6–3                 |
| 1988      | Seul           | USA Ken Flach USA Robert Seguso           | ESP Sergio Casal ESP Emilio Sánchez                 | 6–3, 6–4, 56–7, 16–7, 9–7            |
| 1984–1928 | 1984–1928      | não incluído na programação olímpica      | não incluído na programação olímpica                | não incluído na programação olímpica |
| 1924      | Paris          | USA Francis Hunter USA Vincent Richards   | FRA Jacques Brugnon FRA Henri Cochet                | 4–6, 6–2, 6–3, 2–6, 6–3              |
| 1920      | Antuérpia      | GBR Oswald Turnbull GBR Max Woosnam       | JPN Seiichiro Kashio JPN Ichiya Kumagae             | 6–2, 5–7, 7–5, 7–5                   |
| 1912      | Estocolmo      | RSA Harold Kitson RSA Charles Winslow     | AUT Felix Pipes AUT Arthur Zborzil                  | 4–6, 6–1, 6–2, 6–2                   |
| 1908      | Londres        | GBR Reginald Doherty GBR George Hillyard  | GBR James Parke GBR Josiah Ritchie                  | 9–7, 7–5, 9–7                        |
| 1904      | St. Louis      | USA Edgar Leonard USA Beals Wright        | USA Alphonzo Bell USA Robert LeRoy                  | 6–4, 6–4, 6–2                        |
| 1900      | Paris          | GBR Laurence Doherty GBR Reginald Doherty | ZZX Max Decugis ZZX Basil Spalding de Garmendia     | 6–1, 6–1, 6–0                        |
| 1896      | Atenas         | ZZX John Pius Boland ZZX Friedrich Traun  | GRE Dionysios Kasdaglis GRE Demetrios Petrokokkinos | 5–7, 6–4, 6–1                        |

### Disputa pela medalha de bronze
| Ano       | Cidade-sede    | Medalhistas de bronze                                               | Quarto lugar                                                        | Resultado                                                           |
| --------- | -------------- | ------------------------------------------------------------------- | ------------------------------------------------------------------- | ------------------------------------------------------------------- |
| 2024      | Paris          |                                                                     |                                                                     |                                                                     |
| 2020      | Tóquio         | NZL Marcus Daniell NZL Michael Venus                                | USA Austin Krajicek USA Tennys Sandgren                             | 6³–77, 2–6                                                          |
| 2016      | Rio de Janeiro | USA Steve Johnson USA Jack Sock                                     | CAN Daniel Nestor CAN Vasek Pospisil                                | 6–2, 6–4                                                            |
| 2012      | Londres        | FRA Julien Benneteau FRA Richard Gasquet                            | ESP David Ferrer ESP Feliciano López                                | 7–64, 6–2                                                           |
| 2008      | Pequim         | USA Bob Bryan USA Mike Bryan                                        | FRA Arnaud Clément FRA Michaël Llodra                               | 3–6, 6–3, 6–4                                                       |
| 2004      | Atenas         | CRO Mario Ančić CRO Ivan Ljubičić                                   | IND Mahesh Bhupathi IND Leander Paes                                | 7–65, 4–6, 16–14                                                    |
| 2000      | Sydney         | ESP Àlex Corretja ESP Albert Costa                                  | RSA David Adams RSA John-Laffnie de Jager                           | 2–6, 6–4, 6–3                                                       |
| 1996      | Atlanta        | GER Marc-Kevin Goellner GER David Prinosil                          | NED Jacco Eltingh NED Paul Haarhuis                                 | 6–2, 7–5                                                            |
| 1992      | Barcelona      | não houve final: os perdedores das semifinais conquistaram o bronze | não houve final: os perdedores das semifinais conquistaram o bronze | não houve final: os perdedores das semifinais conquistaram o bronze |
| 1988      | Seul           | não houve final: os perdedores das semifinais conquistaram o bronze | não houve final: os perdedores das semifinais conquistaram o bronze | não houve final: os perdedores das semifinais conquistaram o bronze |
| 1984–1928 | 1984–1928      | não incluído na programação olímpica                                | não incluído na programação olímpica                                | não incluído na programação olímpica                                |
| 1924      | Paris          | FRA Jean Borotra FRA René Lacoste                                   | RSA John Condon RSA Ivie Richardson                                 | 6–3, 10–8, 6–3                                                      |
| 1920      | Antuérpia      | FRA Pierre Albarran FRA Max Decugis                                 | FRA François Blanchy FRA Jacques Brugnon                            | w.o.                                                                |
| 1912      | Estocolmo      | FRA Albert Canet FRA Edouard Mény de Marangue                       | BOH Jaroslav Just BOH Ladislav Žemla                                | 13–11, 6–3, 8–6                                                     |
| 1908      | Londres        | GBR Clement Cazalet GBR Charles Dixon                               | FRA Max Decugis FRA Maurice Germot                                  | w.o.                                                                |
| 1904      | St. Louis      | não houve final: os perdedores das semifinais conquistaram o bronze | não houve final: os perdedores das semifinais conquistaram o bronze | não houve final: os perdedores das semifinais conquistaram o bronze |
| 1900      | Paris          | não houve final: os perdedores das semifinais conquistaram o bronze | não houve final: os perdedores das semifinais conquistaram o bronze | não houve final: os perdedores das semifinais conquistaram o bronze |
| 1896      | Atenas         | ZZX Edwin Flack ZZX George S. Robertson                             | n.d.                                                                | n.d.                                                                |

## Estatísticas

### Medalhas por país
| Ordem | País               | Medalha de ouro | Medalha de prata | Medalha de bronze |   |
| ----- | ------------------ | --------------- | ---------------- | ----------------- | - |
| 1     | USA Estados Unidos | 4               | 1                | 4                 | 9 |
| 2     | GBR Grã-Bretanha   | 3               | 2                | 2                 | 7 |
| 3     | ZZX Equipa mista   | 1               | 2                |                   | 3 |
| 4     | CRO Croácia        | 1               | 1                | 2                 | 4 |
| 5     | GER Alemanha       | 1               | 1                | 1                 | 3 |
| 6     | ESP Espanha        | 1               | 1                | 1                 | 3 |
| 7     | AUS Austrália      | 1               | 1                |                   | 2 |
|       | RSA África do Sul  | 1               | 1                |                   | 2 |
| 9     | CAN Canadá         | 1               |                  |                   | 1 |
|       | CHL Chile          | 1               |                  |                   | 1 |
|       | SUI Suíça          | 1               |                  |                   | 1 |
| 12    | FRA França         |                 | 2                | 5                 | 7 |
|       | SWE Suécia         |                 | 1                | 1                 | 2 |
| 14    | AUT Áustria        |                 | 1                |                   | 1 |
|       | GRE Grécia         |                 | 1                |                   | 1 |
|       | JPN Japão          |                 | 1                |                   | 1 |
|       | ROU Romênia        |                 | 1                |                   | 1 |
| 18    | ARG Argentina      |                 |                  | 1                 | 1 |
|       | CZE Chéquia        |                 |                  | 1                 | 1 |
|       | NZL Nova Zelândia  |                 |                  | 1                 | 1 |

Obs: A Checoslováquia está incluída em República Checa.
As medalhas das equipes mistas não foram contabilizadas individualmente paras as nações.

### Múltiplos medalhistas
| Ordem | País                 |   |   |   |   |
| ----- | -------------------- | - | - | - | - |
| 1     | GBR Reginald Doherty | 2 | 0 | 0 | 2 |
| 2     | AUS Todd Woodbridge  | 1 | 1 | 0 | 2 |
|       | AUS Mark Woodforde   | 1 | 1 | 0 | 2 |
| 4     | ZZX /FRA Max Decugis | 0 | 1 | 1 | 2 |